# Sinus des veines caves
Pour les articles homonymes, voir valve.
Le sinus des veines caves est une dépression située sur la paroi postérieure de l'atrium droit.

## Structure
Le sinus des veines caves est situé dans la partie lisse de l'atrium droit entre les ouvertures des veines caves supérieure et inférieure. L'orifice de la veine cave inférieure est muni d'une valvule.
Entre l'orifice de la veine cave inférieure et le septum atrio-ventriculaire se trouve l'orifice du sinus coronaire. Le long de son bord antéro-latéral se fixe la valvule du sinus coronaire (ou valvule de Thebesius). 